# Rio Branco
Rio Branco város Brazília nyugati részén, Acre állam székhelye, a szintén Acre nevű folyó mentén. Lakossága 320 ezer fő volt 2011-ben. Az állam gazdasági és kulturális központja. 

## Éghajlat
| Hónap                                                                             | Jan. | Feb. | Már. | Ápr. | Máj. | Jún. | Júl. | Aug. | Szep. | Okt. | Nov. | Dec. | Év   |
| --------------------------------------------------------------------------------- | ---- | ---- | ---- | ---- | ---- | ---- | ---- | ---- | ----- | ---- | ---- | ---- | ---- |
| Rekord max. hőmérséklet (°C)                                                      | 36,3 | 37,2 | 37,2 | 38,2 | 39,7 | 35,2 | 37,8 | 38,3 | 39,2  | 38,4 | 37,4 | 39,8 | 39,8 |
| Átlagos max. hőmérséklet (°C)                                                     | 30,9 | 30,8 | 31,1 | 31,0 | 30,4 | 30,3 | 31,3 | 32,9 | 33,2  | 32,9 | 31,8 | 31,0 | 31,5 |
| Átlagos min. hőmérséklet (°C)                                                     | 22,2 | 22,0 | 22,0 | 21,6 | 20,1 | 18,3 | 17,5 | 18,2 | 19,8  | 21,6 | 21,9 | 22,2 | 20,6 |
| Rekord min. hőmérséklet (°C)                                                      | 14,2 | 16,0 | 14,0 | 10,4 | 2,6  | 7,8  | 6,0  | 8,0  | 10,0  | 12,4 | 13,6 | 13,4 | 2,6  |
| Átl. csapadékmennyiség (mm)                                                       | 294  | 298  | 278  | 207  | 88   | 33   | 32   | 57   | 85    | 153  | 207  | 266  | 1998 |
| Havi napsütéses órák száma                                                        | 110  | 90   | 114  | 127  | 155  | 174  | 218  | 181  | 158   | 163  | 139  | 119  | 1748 |
| Forrás: Instituto Nacional de Meteorologia ; Meteo Climat (record highs and lows) |      |      |      |      |      |      |      |      |       |      |      |      |      |

## Népesség
| Lakosok száma | 336 038 | 383 443 | 413 418 | 419 452 | 364 756 |
|               | 2000    | 2017    | 2020    | 2021    | 2022    |

## Fordítás
- Ez a szócikk részben vagy egészben  a   Rio Branco, Acre című angol Wikipédia-szócikk fordításán alapul.  Az eredeti cikk szerkesztőit annak laptörténete sorolja fel. Ez a jelzés csupán a megfogalmazás eredetét és a szerzői jogokat jelzi, nem szolgál a cikkben szereplő információk forrásmegjelöléseként.